# Светско првенство у атлетици на отвореном 2019 — штафета 4 × 100 метара за жене
Трка штафета 4 х 100 метара у женској конкуренцији на 17. Светском првенству у атлетици 2019. у Дохи одржана је 4. и 5. октобра на стадиону Khalifa International Stadium.
Титулу светских првакиња из Лондона 2017. бранила је штафета САД.

## Освајачи медаља
|                                                                               |                                                                               |                                                                          |
| Јамајка · Наталија Вајт · Шели-Ен Фрејзер-Прајс · Џониел Смит · Шерика Џексон | Уједињено Краљевство · Аша Филип · Дина Ашер-Смит · Ешли Нелсон · Дарил Неита | САД · Дезере Брајант · Теана Данијелс · Моролаке Акиносун · Киара Паркер |

## Рекорди
| Рекорди пре почетка Светског првенства 2019.  | Рекорди пре почетка Светског првенства 2019.                                                    | Рекорди пре почетка Светског првенства 2019. | Рекорди пре почетка Светског првенства 2019. | Рекорди пре почетка Светског првенства 2019. |
| --------------------------------------------- | ----------------------------------------------------------------------------------------------- | -------------------------------------------- | -------------------------------------------- | -------------------------------------------- |
| Олимпијски рекорди                            | Сједињене Државе · (Бјанка Најт, Алисон Филикс, Маршевет Мајерс, Кармелита Џетер)               | 40,82                                        | Лондон, Уједињено Краљевство                 | 10. август 2012.                             |
| Светски рекорд                                | Сједињене Државе · (Бјанка Најт, Алисон Филикс, Маршевет Мајерс, Кармелита Џетер)               | 40,82                                        | Лондон, Уједињено Краљевство                 | 10. август 2012.                             |
| Рекорд светских првенстава                    | Јамајка · (Вероника Кембел-Браун, Наташа Морисон, Елејн Томпсон, Шели-Ен Фрејзер-Прајс)         | 41,07                                        | Пекинг, Кина                                 | 25. август 2015.                             |
| Најбољи светски резултат сезоне               | Немачка · (Лиза Мари Кваји, Јасмин Квадво, Татјана Пинто, Ђина Лукенкемпер)                     | 41,67                                        | Берлин, Немачка                              | 1. септембар 2019.                           |
| Европски рекорд                               | Источна Немачка · (Зилке Гладиш, Сабине Ригер, Ингрид Ауерсвалд, Марлис Гер)                    | 41,37                                        | Канбера, Аустралија                          | 6. октобар 1985.                             |
| Северноамерички рекорд                        | Сједињене Државе · (Бјанка Најт, Алисон Филикс, Маршевет Мајерс, Кармелита Џетер)               | 40,82                                        | Лондон, Уједињено Краљевство                 | 10. август 2012.                             |
| Јужноамерички рекорд                          | Бразил · (Евелин Дос Сантос, Ана Клаудија Лемос да Силва, Франсијела Красуки, Росанжела Сантос) | 42,29                                        | Москва, Русија                               | 18. август 2013.                             |
| Афрички рекорд                                | Нигерија · (Беатрис Утонду, Фејт Идехен, Кристи Опара Томпсон, Мери Оњали)                      | 42,39                                        | Барселона, Шпанија                           | 7. август 1992.                              |
| Азијски рекорд                                | Кина · (Лин Сјао, Ли Јали, Љу Сјаомеј, Ли Сјемеј)                                               | 42,23                                        | Шангај, Кина                                 | 23. октобар 1997.                            |
| Океанијски рекорд                             | Аустралија · (Рејчел Меси, Сузан Броудрик, Џоди Ламберт, Мелинда Гејсфорд Тејлор) ·             | 42,99                                        | Полокване, Јужноафричка Република            | 18. март 2000.                               |
| Рекорди остварени на Светском првенству 2019. |                                                                                                 |                                              |                                              |                                              |
| Најбољи светски резултат сезоне               | Јамајка · (Наталија Вајт, Шели-Ен Фрејзер-Прајс, Џониел Смит, Шеричка Џексон)                   | 41,44                                        | Доха, Катар                                  | 5. октобар 2019.                             |

## Критеријум квалификација
Десет штафета се квалификовале као финалисти Светског првенства у такмичењу штафета 2019. године..
1. Сједињене Државе (40,82)
2. Немачка (41,37)
3. Бразил (42,29)
4. Јамајка (41,07)
5. Аустралија (42,99)
6. Италија (43,04)
7. Тринидад и Тобаго (42,03)
8. Казахстан (42,92)
9. Данска (43,90)
10. Гана (42,67)

Других 6 штафета пласирало се на основу најбољих резултата постигнутим између 7. марта 2018. и 6. септембра 2019.
1. Швајцарска (42,29)
2. Француска (41,78)
3. Нигерија (42,39)
4. Велика Британија  (41,77)
5. Кина (42,23)
6. Холандија (42,04)

У загради су национални рекорди земаља учесница.

## Сатница
| Датум            | Време | Коло          |
| ---------------- | ----- | ------------- |
| 4. октобар 2019. | 20:40 | Квалификације |
| 5. октобар 2019. | 22:05 | Финале        |

Сва времена су по локалном времену (UTC+1)

## Резултати

### Квалификације
Такмичење је одржано 4. октобра 2019. године. У квалификацијама су учествовале 16 екипа, подељене у 2 групе. У финале су се пласирале по три првопласиране из група (КВ) и две на основу постигнутог резултата (кв).,,
Почетак такмичења: Група 1 у 20:40 и Група 2 у 20:49 по локалном времену.
| Поз. | Гру. | Ста. | Штафета              | Атлетичарке                                                                      | НР    | Вр.          | Бел.         |
| ---- | ---- | ---- | -------------------- | -------------------------------------------------------------------------------- | ----- | ------------ | ------------ |
| 1.   | 2    | 8    | Јамајка              | Наталија Вајт, Шели-Ен Фрејзер-Прајс, Џониел Смит, Шерика Џексон                 | 41,07 | 42,11        | КВ, НРС      |
| 2.   | 2    | 4    | Уједињено Краљевство | Аша Филип, Имани Лансикуот, Ешли Нелсон, Дарил Неита                             | 41,77 | 42,25        | КВ, НРС      |
| 3.   | 2    | 6    | Кина                 | Сјаођинг Љанг, Јунгли Веј, Лингвеј Кунг, Манћи Ге                                | 42,23 | 42,36        | КВ           |
| 4.   | 1    | 3    | САД                  | Дезереа Брајант, Теана Данијелс, Моролаке Акиносун, Кијара Паркер                | 40,82 | 42,46        | КВ           |
| 5.   | 1    | 4    | Тринидад и Тобаго    | Семој Хакет, Кели-Ен Баптист, Рејаре Томас, Камарија Дурант                      | 42,03 | 42,75        | КВ, НРС      |
| 6.   | 1    | 7    | Швајцарска           | Ајла Дел Понте, Сара Ачо, Муџинба Камбунђи, Саломе Кора                          | 42,29 | 42,82 (.811) | КВ           |
| 7.   | 2    | 2    | Немачка              | Лиза Мари Кваји, Јасмин Квадво, Јесика-Бјанка Весоли, Ђина Лукенкемпер           | 41,37 | 42,82 (.817) | кв           |
| 8.   | 2    | 7    | Италија              | Јоханелис Херера Абреу, Глорија Хупер, Ана Бонђорни, Ирена Сирагуза              | 43,04 | 42,90        | кв, НР       |
| 9.   | 1    | 2    | Холандија            | Наргелис Статиа Питер, Марије ван Хуненстајн, Џамил Самјуел, Наоми Седнеј        | 42,04 | 43,01        |              |
| 10.  | 2    | 3    | Нигерија             | Џој Удо-Габријел, Блесинг Окагбаре, Мерси Нтиа-Обонг, Розмери Чуквума            | 42,39 | 43,05        | НРС          |
| 11.  | 2    | 5    | Гана                 | Flings Owusu-Agyapong, Џема Ашимпонг, Персис Вилијам-Менса, Халутие Хор          | 42,67 | 43,62        | НРС          |
| 12.  | 1    | 5    | Казахстан            | Рима Кашафутинова, Елина Микина, Светлана Голендова, Олга Сафронова              | 42,92 | 43,79        |              |
| 13.  | 1    | 9    | Данска               | Астрид Гленер-Франдсен, Ида Карстофт, Мете Граверсгард, Матилде Крамер           | 43,90 | 43,92        |              |
|      | 1    | 6    | Аустралија           | Мелиса Брин, Нана Адома Овусу-Африје, Меди Коатс, Селест Мучи                    | 42,99 | НЗ           |              |
|      | 2    | 9    | Бразил               | Франсијела Красуки, Ана Клаудија Силва, Виторија Кристина Роза, Росанжела Сантос | 42.29 | Диск.        | чл. 163.3(а) |
|      | 1    | 8    | Француска            | Карол Заи, Ситнија Ледук, Естел Рафе, Orlann Ombissa-Dzangue                     | 41,78 | Диск.        | чл. 170.7    |

### Финале
Такмичење је одржано 5. октобра 2019. године са почетком у 22:05 по локалном времену.,
| Пласман | Стаза | Штафета              | Атлетичарке                                                            | Време | Белешке   |
| ------- | ----- | -------------------- | ---------------------------------------------------------------------- | ----- | --------- |
|         | 4     | Јамајка              | Наталија Вајт, Шели-Ен Фрејзер-Прајс, Џониел Смит, Шерика Џексон       | 41,44 | СРС       |
|         | 6     | Уједињено Краљевство | Аша Филип, Дина Ашер-Смит, Ешли Нелсон, Дарил Неита                    | 41,85 | НРС       |
|         | 7     | САД                  | Дезереа Брајант, Теана Данијелс, Моролаке Акиносун, Кијара Паркер      | 42,10 | НРС       |
| 4.      | 9     | Швајцарска           | Ајла Дел Понте, Сара Ачо, Муџинба Камбунђи, Саломе Кора                | 42,18 | НР        |
| 5.      | 2     | Немачка              | Лиза Мари Кваји, Јасмин Квадво, Јесика-Бјанка Весоли, Ђина Лукенкемпер | 42,48 |           |
| 6.      | 5     | Тринидад и Тобаго    | Семој Хакет, Кели-Ен Баптист, Маурициа Прието , Камарија Дурант        | 42,71 | НРС       |
| 7.      | 3     | Италија              | Јоханелис Херера Абреу, Глорија Хупер, Ана Бонђорни, Ирена Сирагуза    | 42,98 |           |
|         | 8     | Кина                 | Сјаођинг Љанг, Јунгли Веј, Лингвеј Кунг, Манћи Ге                      | Диск. | чл. 170.7 |